# Biot–Savarts lov
Biot–Savarts lov er inden for elektromagnetismen en sætning, som beskriver magnetfeltet, der opstår ved en infinitesimal, dvs. uendelig lille, længde af en ledning eller andet strømbærende. Hvis B er magnetfeltet, q er ladningen, s er en længde i retning af strømmen, r er afstanden til ladningen, I er strømstyrken i lederen og d markerer noget infinitesimalt, har man:
{\displaystyle d{\vec {B}}={\frac {\mu _{0}}{4\pi }}\cdot {\frac {Id{\vec {s}}\times {\vec {r}}}{r^{3}}}}
Loven er praktisk, da den kan bruges til at beregne magnetfeltet fra en hel ledning i forskellig udformning.
Loven er navngivet efter de franske fysikere Jean-Baptiste Biot og Félix Savart.

## Udledning
Sætningen udledes ud fra den eksperimentelt fundne lov for magnetfeltet ved en ladning i bevægelse:
{\displaystyle {\vec {B}}={\frac {\mu _{0}}{4\pi }}\cdot {\frac {q{\vec {v}}\times {\vec {r}}}{r^{3}}}},
Hvis ladningen er infinitesimal får man:
{\displaystyle d{\vec {B}}={\frac {\mu _{0}}{4\pi }}\cdot {\frac {dq{\vec {v}}\times {\vec {r}}}{r^{3}}}}
Imidlertid gælder det, at {\displaystyle {\vec {v}}={\frac {d{\vec {s}}}{dt}}}, og at {\displaystyle i={\frac {dq}{dt}}}, hvor s er en længde, ladningen rejser, og t er tiden. Man får altså:
{\displaystyle d{\vec {B}}={\frac {\mu _{0}}{4\pi }}\cdot {\frac {dq{\frac {d{\vec {s}}}{dt}}\times {\vec {r}}}{r^{3}}}}
{\displaystyle \Downarrow }
{\displaystyle d{\vec {B}}={\frac {\mu _{0}}{4\pi }}\cdot {\frac {{\frac {dq}{dt}}d{\vec {s}}\times {\vec {r}}}{r^{3}}}}
{\displaystyle \Downarrow }
{\displaystyle d{\vec {B}}={\frac {\mu _{0}}{4\pi }}\cdot {\frac {id{\vec {s}}\times {\vec {r}}}{r^{3}}}}
Dermed fås Biot–Savarts lov.

## Fodnoter
1. ↑  Halliday, David; Krane, Kenneth S.; Resnick, Robbert. "Gauss' Law", Physics (5. udgave), bind 2, John Wiley & Sons, Inc. 2002, s. 752–753. ISBN 978-0-471-40194-0.